# Juan Pujol Martínez
Juan Pujol Martínez (La Unión, Múrcia, 1883 - Madrid, 1967) va ser un poeta, novel·lista, diputat, i polèmic periodista espanyol.

### Família
Cap al 1871, els germans Pujol, de Bellver de Cerdanya, emigraren a la localitat minera de La Unión, on s'establiren de comerciants. Un dels tres, Narcís, casat amb la cartagenera Matilde Martínez, obrí una botiga dedicada a la paqueteria i quincalla, i tingué dos fills, Juan i Pedro.
Involucrat en política, Narcís Pujol va ser regidor el 1899 i 1902, pel partit republicà, participà en la creació de la Societat Mercantil “El Progreso”, el 1888, i el 1900 era nomenat president de la Comissió de lluita pel descans dominical.

### Biografia
Havent estudiat la carrera de dret a Barcelona, Juan Pujol Martínez s'adhereix a la causa anarquista, per passar poc després a l'extrem de la ultradreta i anti-republicanisme.
Establert a Madrid des del 1909, viatja a diversos països, i treballa de corresponsal a París i a Londres. Tot i un temps treballant d'advocat, en iniciar-se la Primera Guerra Mundial, Pujol està de ple ficat en el periodisme, recolzant amb els seus articles la causa alemanya. Arriba a ser corresponsal de guerra d'El Imparcial i ABC.
De la seva tasca de corresponsal van sorgir unes cròniques recollides en tres volums: De Londres a Flandes: con el ejército alemán en Bélgica (1915), De Galitzia y el Isonzo; con los ejércitos del general von Mackensen y del archiduque Eugenio de Austria (1916), La guerra (1917), conjunt de contes, narracions i cròniques, fruit de la seva estada romanès-turca. En Horrores y tristezas recull una visita a les trinxeres russes, escenari de victòries austríaques, recollint l'instantani de la mort. En La batalla de Przemysl sobreviu la calma narrativa en el seu desig de fusió amb la natura. En Un campo de batalla, els cadàvers estan recomposts amb membres d'altres soldats. Per Wenceslao Fernández Flórez el clímax terrorífic l'aconsegueix a La batalla de Isonzo, obra considerada per ell com a exemple modèlic d'una crònica bèl·lica.
A les eleccions generals espanyoles de 1918 fou elegit diputat per la circumscripció de Loja (província de Granada) pel Partit Liberal Fusionista (sector de Manuel García Prieto).
Col·laborador de la revista Acción Española. Fou el redactor del manifest colpista del general Sanjurjo durant el cop d'Estat de 1932. Durant aquesta època fou escollit novament diputat a les eleccions generals espanyoles de 1933 per la província de Madrid per Acció Popular, i a les eleccions generals espanyoles de 1936 per les Illes Balears per la CEDA.
A més de col·laborar en altres diaris, va ser director de la publicació Informaciones —entre 1931 i 1936—, diari antirepublicà i principal òrgan de la propaganda nazi a Espanya. De fet, alguns articles eren redactats realment a Alemanya (el 26 d'abril de 1933 el diari publica un escrit del mateix Hitler titulat Per què sóc antisemita), i des del 1934 es reberen importants subvencions econòmiques del règim nazi a través de la seva ambaixada a Espanya.
El 1933 es va afiliar a les JONS i va ajudar a fundar, juntament amb el periodista filofascista Manuel Delgado Barreto, el setmanari El Fascio, recolzats pel financer i conspirador antirepublicà Joan March, que també era propietari de Informaciones des del 1925.
L'any 1935, de la mà del diari Informaciones, fou un dels organitzadors de la primera Volta ciclista a Espanya, seguint el patró de voltes més antigues com el Tour de França, el Giro d'Itàlia o la Volta a Catalunya.
En 1936, després del començament de la Guerra civil, la Junta de Defensa Nacional a Burgos el designa Cap de Premsa i Propaganda. Des d'aquest càrrec va denunciar el periodista conservador Fernando Sánchez Monreal, –pare de Fernando Sánchez Dragó– i com a conseqüència, aquest seria afusellat pels revoltats el novembre de 1936.
Va ser amic de Manuel Machado i Ramiro de Maeztu, escriptors que també s'havien decantat per la causa franquista. Després de la victòria franquista en la guerra, entre 1939 i 1944 dirigí el diari Madrid.

### Racisme
En Juan Pujol Martínez va ser un ferotge anticomunista, antisemita i anticatalanista, sovint assimilant totes realitats en una de sola, com ara, entre d'altres, a l'article «Cuando Israel manda»:
«...amb un altre tros de jueu, León Blum... Jueu Rossemberg, el geperut sinistre que és ara el veritable dictador d'Espanya. Jueva i ben empedreïda i hedionda aquesta alima de Margarita Nelken... Jueu és Companys -descendent de jueus conversos-, i només cal veure-li la faiçó per comprendre-ho, sense necessitat de més exploracions en el seu arbre genealògic. Jueu és Indalecio Prieto, bé que ho ignori, perquè -com deia el professor Canseco- el cranc és un animal crustaci, però això no ho sap el cranc, sinó el naturalista. Jueu és -molt senyor nostre- l'excel·lent doctor Marañón, i aquest de si mateix no el coneix. El nombre de jueus conscient o no, però de jueus de raça, amb totes les qualitats bones i dolentes d'aquest poble, amb totes les gana i totes les aptituds demolidores i tots els instints antipatriòtics i totes les indiferències territorials i tot el sentit de tribu presta a emigrar, emportant-se les riqueses del país on provisionalment acampen, el nombre d'aquests jueus que han operat sobre Espanya, no només en aquests darrers cinc anys, sinó des de fa molts més, disumulats amb religió i noms falsos, és enorme, i la seva història encara s'ha de fer, encara que jo l'hagi esbossat en un llibre vell...»
Aquesta atribució racial als caràcters polítics està en línia amb les teories dels psiquiatres franquistes, com en Vallejo Nagera entre d'altres, en les que s'atribuïa als individus de raça afeblida (p.e. per restes semítiques o berbers, provinents de conversos) una predisposició a "contraure" el comunisme i/o el separatisme (catalanisme).
En el mateix sentit, el Juan Pujol assenyalà que bona part de la població de Catalunya tenia origen en jueus conversos.

## Obra literària
Va escriure poesia i novel·la. La seva obra poètica consta de dos llibres, Ofrenda a Astartea i Jaculatoria tots dos publicats a Cartagena en 1905 i 1910 respectivament. Els seus poemes, de caràcter modernista, estan dedicats als amics de llavors: Darío, Villaespesa, els Machado, Sawa, Eugénio de Castro, etc.
També és modernista en les seves novel·les curtes (Cuando la nave partió; El hoyo en la arena; El ladrón; Una mancha en la familia; Doña Milagros; La noche de Venecia; La aventura de los ojos claros; Humo de opio; La sirena cautiva; Yo soy revolucionario; Aquel mocito barbero y La noche inolvidable), escrites entre 1924 i 1934 per a les col·leccions "La Novela de Hoy," "La Novela de la Noche" i "La Novela de la Guerra." 
A més de les novel·les de temàtica diversa, escrigué novel·la eròtica, com ara Una mancha en la família, Una chica traviesa, Doña Milagros, etc.
En 1953, com a reconeixement als seus serveis, se li atorga el premi de Periodista d'Honor, i en 1959 el Premi de Periodisme Jaume Balmes.